# Louis Meyer (Politiker, 1868)

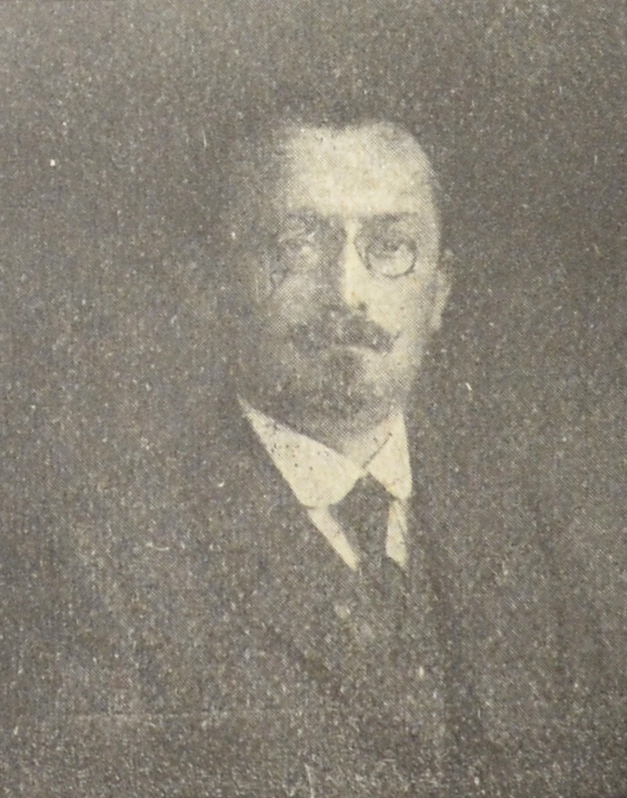
Ludwig Meyer, 1911

Louis Meyer (* 1. Juli 1868 in Walscheid; † 7. April 1939 ebenda) war ein deutsch-französischer Politiker und Mitglied des elsass-lothringischen Landtags sowie der französischen Abgeordnetenkammer.

## Leben
Louis Meyer besuchte das Gymnasium Montigny und wurde 1893 in seiner Heimatgemeinde der jüngste Bürgermeister Lothringens. 1898 wurde er wiedergewählt, die Wahl jedoch nicht von der Regierung bestätigt. Er arbeitete daraufhin als Weinhändler.
Von 1909 bis 1918 war er für das Zentrum Mitglied des lothringischen Bezirkstags. Bei der Landtagswahl 1911 wurde er für den Wahlkreis Pfalzburg-Finstingen-Rixingen in den Landtag gewählt, dem er bis 1918 angehörte.
Am 16. November 1919 wurde er für die Union Républicaine Lorraine (URL) in die französische Kammer gewählt. Auch bei der Wahl am 11. Mai 1924 wurde er wiedergewählt. Bei der Wahl 1929 unterlag er in der Stichwahl knapp.